# São Gonçalo do Abaeté
São Gonçalo do Abaeté är en kommun i Brasilien.   Den ligger i delstaten Minas Gerais, i den sydöstra delen av landet, 400 km sydost om huvudstaden Brasília. Antalet invånare är 6 252.
Omgivningarna runt São Gonçalo do Abaeté är huvudsakligen savann. Runt São Gonçalo do Abaeté är det mycket glesbefolkat, med 3 invånare per kvadratkilometer.